# تاکائو ناکائه
تاکائو ناکائه (انگلیسی: Takao Nakae؛ زادهٔ ۳۰ آوریل ۱۹۱۳) بازیکن بسکتبال اهل ژاپن بود.